# Jérôme Rothen
Jérôme Rothen, född 31 mars 1978, Châtenay-Malabry, är en fransk före detta fotbollsspelare som spelade för bland annat Ligue 1-laget SM Caen. Han slog igenom stort med AS Monaco FC mellan 2001-2004. Laget gick hela vägen till Champions league-final 2004. Den magiska trion Ludovic Giuly, Jerome Rothen och Fernando Morientes spelade nästan egenhändigt fram AS Monaco FC till finalen. Medan Giuly sökte lyckan i Barcelona och Morientes gick vidare till Liverpool, tog Rothen steget till huvudstadslaget i Franska ligan Paris Saint-Germain FC. Där har han varit skadebenägen och varvat lysande insatser med mindre bra. Han spelar som vänster yttermittfältare, han är ordinarie och spelar regelbundet. Han är en av lagets stora stjärnor och är då och då aktuell för det franska landslaget. Den 1 september 2009 lånades Rothen ut till Rangers.